# تعدیل
تعدیل (انگلیسی: The Levelling) یک فیلم درام به کارگردانی هوپ دیکسن لیچ است که در سال ۲۰۱۶ منتشر شد. از بازیگران آن می‌توان به الی کندریک اشاره کرد.